# Данилова, Татьяна Николаевна
Татья́на Никола́евна Дани́лова (также в источниках встречается ошибочное указание отчества как Алексеевна) (28 декабря 1902  [10 января 1903], Ягодное, Самарская губерния — 5 сентября 1995, Тольятти, Самарская область) — советский врач, акушер-гинеколог, почётный гражданин города Тольятти.

## Биография
Родилась в Ягодном (часто встречается ошибочное указание местом рождения Ставрополя (ныне Тольятти)) в 1902 году. Сведения о ранних годах жизни практически не сохранились.
Два года проработала акушером в селе Широкое, поступила в Куйбышевский медицинский институт, который окончила в 1938 году. Вернулась на родину, в Ставрополе Данилова была единственным педиатром и гинекологом, поэтому её сразу назначили заведующей женской консультацией и домом ребёнка.
После переноса города Данилова возглавила городской роддом, располагавшийся на улице Победы. А с 1964 года по 1966 год работала заведующей женской консультацией при городской больнице № 2.
От подчиненных Данилова требовала безукоризненной чистоты и правильности ведения записей, любила дисциплину, не признавала опозданий, так что её считали строгим и требовательным начальником, однако она добилась того, что во вверенных ей медицинских учреждениях за все годы её руководства ни разу не возникало инфекций и эпидемий, даже в сложные военные и послевоенные годы, когда медперсоналу зимой приходилось самостоятельно заготавливать дрова для отопления больницы. Была отличным врачом и, хотя подчинённые её порой даже боялись, но признавали её умелым руководителем.
Число родов, принятых Татьяной Даниловой, в различных источниках разнится. В публикации 1967 года журналистом предполагалось, что их более 10 тысяч, в более поздних указывается, что их было более 14 тысяч. Особо отмечается отсутствие случаев смерти матери или новорождённого, при том, что ей за карьеру пришлось провести более 1700 операций. Ко времени переноса города из-за строительства Куйбышевской ГЭС все его жители моложе 12 лет появились на свет с помощью Татьяны Николаевны Даниловой, её знали все женщины города, и она также помнила всех своих пациентов пофамильно.
Неоднократно избиралась депутатом городского совета депутатов трудящихся.
В 1967 году по представлению коллективов городской больницы № 2 и городского отдела здравоохранения решением городского совета народных депутатов Татьяне Даниловой в числе первых было присвоено звание почётного гражданина Тольятти.

## Личная жизнь
Сведения о личной жизни Татьяны Николаевны практически отсутствуют. Известно лишь, что вместе с ней жила её младшая сестра Прасковья (1911—1996) (в публикациях названа Полиной), которая взяла на себя все хлопоты по хозяйству. Дочь, также Татьяна, на вопросы журналистов о матери отвечать не стала.
По воспоминаниям знакомых Данилова была довольно замкнутым человеком, ни с кем близко не общалась, всю жизнь посвятив работе. В краеведческом музее города все наследие Даниловой выражается лишь в двух стетоскопах, паре почётных грамот, паре медицинских брошюр и нескольких фотографиях. Жила скромно, в её квартире даже мебель была списанная из роддома из-за старости

## Награды
- Медаль «За трудовую доблесть»[2];
- медаль «За трудовое отличие»[2];
- медаль «За доблестный труд в Великой Отечественной войне 1941—1945 гг.»[2].
- Отличник здравоохранения СССР[2],
- Почётный гражданин города Тольятти (1967)[5].